# Marge en cavale
Marge en cavale (Marge on the Lam) est le 6e épisode de la saison 5 de la série télévisée d'animation Les Simpson, initialement diffusé le 4 novembre 1993 sur Fox.

## Synopsis
L'épisode commence alors que Marge Simpson et sa famille regardent une émission diffusée sur une chaîne publique afin de récolter de l'argent. Marge téléphone et gagne deux places pour un ballet. Homer ayant une fausse idée de ce qu'est un ballet, saute de joie, à la grande surprise de Marge et promet de l'accompagner. Mais le soir de leur sortie, Homer Simpson se coince la main dans un distributeur de sodas en essayant d'en voler, cherchant un téléphone, il remarque un distributeur de bonbons où il y coince son autre bras. Marge fait connaissance de Ruth, sa nouvelle voisine, qui un peu plus tard pendant la journée vient lui emprunter une ponceuse électrique. Après avoir appris qu'Homer ne pourrait pas l'accompagner à ce ballet, elle décide d'inviter cette dernière. Le soir suivant, Marge Simpson et sa nouvelle amie Ruth passent la nuit ensemble. Cette dernière vient de divorcer et va apprendre à Marge à s'amuser. Pendant ce temps, l'amitié de Marge et Ruth agace Homer qui culpabilise de ne pas avoir accompagné Marge au ballet. Cependant, ignorant les protestations d'Homer, Marge et Ruth visitent des bars et des clubs de Springfield et Ruth montre plus tard à Marge comment utiliser un pistolet.
Homer, essayant de se prouver qu'il peut avoir un bon moment sans Marge, laisse Bart, Maggie et Lisa Simpson sous la supervision de l'avocat raté Lionel Hutz. Homer sort seul. Trouvant la taverne de Moe plus ennuyante que d'habitude, Homer visite la colline où il est allé avec Marge avant de l'épouser. Par une ironie du sort, Marge et Ruth avaient choisi de se rendre au même endroit, mais l'ont quitté juste avant qu'Homer n'arrive. Le chef Wiggum cachant un alambic derrière les arbres, tombe sur Homer triste et seul et lui propose de le reconduire chez lui. Quand Ruth et Marge rentrent chez eux, Wiggum, avec Homer comme passager dans sa voiture de police, voit l'auto de Ruth et remarque qu'un des phares de la voiture est plus petit que l'autre. Il décide de les arrêter. Ruth refuse de s'arrêter, la voiture est volée à son ex-mari par vengeance. Homer se rend compte que Marge est dans la voiture, et croit qu'elle le quitte après avoir découvert qu'elle peut avoir du bon temps sans lui. Ruth échappe facilement à Wiggum en éteignant ses phares, Wiggum croyant ainsi que l'automobile était en fait une voiture fantôme.
En faisant cuire des œufs sur le moteur de la voiture de police, Homer et Wiggum aperçoivent Marge et Ruth, qu'ils se mettent à poursuivre, aidés d'autres voitures de police. Voyant s'approcher un précipice, Homer croit que Marge et Ruth font une tentative de suicide à cause de lui et, en utilisant le mégaphone de la police, s'excuse auprès de Marge pour toutes les erreurs qu'il a faites dans leur mariage et leur demande de ne pas se jeter dans le gouffre. Ruth, qui n'avait pas remarqué le gouffre, appuie sur les freins et s'arrête à temps, cependant, Homer et Wiggum ne parviennent pas à s'arrêter et volent au-dessus du bord de la falaise (comme dans le film Thelma et Louise), mais s'écrasent sur une montagne de déchets. Homer se met d'ailleurs à embrasser les déchets. La fin est comme celle de Badge 714 (y compris la musique), racontant ce qui arrive à chacun des personnages impliqués dans l'épisode.